# Temporada 1977 de la NFL
La Temporada 1977 de la NFL fue la 58.ª en la historia de la NFL. Los Seattle Seahawks fueron colocados en la AFC Oeste, mientras que los Tampa Bay Buccaneers fueron reubicados en la NFC Central.
En lugar del tradicional juego de Día de Acción de Gracias ofrecido por los Dallas Cowboys, la liga programó un juego de los Miami Dolphins en St. Louis Cardinals. Esta sería sólo la segunda temporada desde 1966 que los Cowboys no jugaron en ese día de fiesta.
Esta fue la última temporada regular de la NFL con 14 juegos. La temporada regular se amplió a 16 partidos en 1978, con la pretemporada reducida de seis a cuatro juegos. También fue la última temporada de playoffs de ocho equipos en la NFL, antes de ir a las diez de la temporada siguiente.
Esta temporada es considerada la última temporada de la "Dead Ball Era" del fútbol profesional (1970-1977). Los 17.2 puntos de promedio obtenidos por equipo por partido fue el más bajo desde 1942. En 1978, la liga Hizo cambios significativos para permitir una mayor producción ofensiva.
La temporada finalizó con el Super Bowl XII, cuando los Dallas Cowboys vencieron a los Denver Broncos en el Louisiana Superdome, New Orleans, Louisiana por 27 a 10 el 15 de enero de 1978.

## Carrera Divisional
Tampa Bay y Seattle continuaron jugando solo contra equipos de la misma conferencia. Los otros equipo de la NFL jugaron una serie de ida y vuelta en contra de los otros miembros de su división, dos o tres juegos inter-conferencia, y el resto de su calendario de 14 juegos contra otros equipos de la Conferencia. Tampa Bay cambió a la NFC y jugó los otros 13 miembros de la conferencia, mientras que Seattle hizo lo mismo en la AFC. Ambos equipos se enfrentaron en la semana cinco, con victoria de Seattle por 30-23.
Desde 1970 hasta el 2001, a excepción de la temporada acortada por la huelga de 1982, había tres divisiones (Este, Central y Oeste) en cada conferencia. Los ganadores de cada división, y un cuarto equipo "comodín" se clasificaban para los playoffs. Las reglas de desempate se basaron en enfrentamientos directos, seguido de los registros de división, los registros de oponentes comunes, y juego de conferencia.

### Conferencia Nacional
| Semana | Este      |      | Central    |      | Oeste       |      | WildCard    |     |
| ------ | --------- | ---- | ---------- | ---- | ----------- | ---- | ----------- | --- |
| 1      | 3 equipos | 1-0  | (Chi, GB)  | 1-0  | Atlanta     | 1-0  | 3 equipos   | 1-0 |
| 2      | Dallas    | 2-0  | 4 equipos  | 1-1  | Atlanta*    | 1-1  | 8 equipos   | 1-1 |
| 3      | Dallas    | 3-0  | Minnesota  | 2-1* | Atlanta     | 2-1  | 3 equipos   | 2-1 |
| 4      | Dallas    | 4-0  | Minnesota  | 3-1  | Atlanta     | 3-1  | Washington  | 3-1 |
| 5      | Dallas    | 5-0  | Minnesota  | 4-1  | Atlanta*    | 3-2  | 3 equipos   | 3-2 |
| 6      | Dallas    | 6-0  | Minnesota  | 4-2  | Atlanta*    | 4-2  | Los Angeles | 4-2 |
| 7      | Dallas    | 7-0  | Minnesota  | 5-2  | Atlanta*    | 4-3  | St. Louis*  | 4-3 |
| 8      | Dallas    | 8-0  | Minnesota  | 5-3  | Los Angeles | 5-3  | St. Louis*  | 5-3 |
| 9      | Dallas    | 8-1  | Minnesota  | 6-3  | Los Angeles | 6-3  | St. Louis*  | 6-3 |
| 10     | Dallas    | 8-2  | Minnesota  | 6-4  | Los Angeles | 7-3  | St. Louis   | 7-3 |
| 11     | Dallas    | 9-2  | Minnesota  | 7-4  | Los Angeles | 8-3  | St. Louis   | 7-4 |
| 12     | Dallas    | 10-2 | Minnesota  | 8-4  | Los Angeles | 8-4  | St. Louis*  | 7-5 |
| 13     | Dallas    | 11-2 | Chicago*   | 8-5  | Los Angeles | 10-3 | Washington* | 8-5 |
| 14     | Dallas    | 12-2 | Minnesota* | 9-5  | Los Angeles | 10-4 | Chicago     | 9-5 |

* equipos com o mesmo número de vitórias e derrotas

### Conferencia Americana
| Semana | Este       |      | Central     |     | Oeste      |      | WildCard  |       |
| ------ | ---------- | ---- | ----------- | --- | ---------- | ---- | --------- | ----- |
| 1      | (Bal, Mia) | 1-0  | 3 equipos   | 1-0 | (Den, Oak) | 1-0  | 5 equipos | 1-0   |
| 2      | (Bal, Mia) | 2-0  | (Cle, Hou)  | 2-0 | (Den, Oak) | 2-0  | 3 equipos | 2-0-0 |
| 3      | (Bal, Mia) | 3-0  | Cleveland*  | 2-1 | (Den, Oak) | 3-0  | 2 equipos | 3-0   |
| 4      | Baltimore  | 4-0  | Houston     | 3-1 | (Den, Oak) | 4-0  | 2 equipos | 4-0   |
| 5      | Baltimore  | 5-0  | Pittsburgh* | 3-2 | Denver     | 5-0  | Oakland*  | 4-1   |
| 6      | Baltimore* | 5-1  | Pittsburgh* | 3-2 | Denver     | 6-0  | Oakland*  | 5-1   |
| 7      | Baltimore  | 6-1  | Cleveland   | 5-2 | Oakland*   | 6-1  | Denver    | 6-1   |
| 8      | Baltimore  | 7-1  | Cleveland   | 5-3 | Oakland*   | 7-1  | Denver    | 7-1   |
| 9      | Baltimore  | 8-1  | Pittsburgh* | 5-4 | Oakland*   | 8-1  | Denver    | 8-1   |
| 10     | Baltimore  | 9-1  | Pittsburgh* | 6-4 | Denver     | 9-1  | Oakland   | 8-2   |
| 11     | Baltimore* | 9-2  | Pittsburgh  | 7-4 | Denver     | 10-1 | Oakland   | 9-2   |
| 12     | Baltimore* | 9-3  | Pittsburgh  | 8-4 | Denver     | 11-1 | Oakland   | 9-3   |
| 13     | Baltimore* | 9-4  | Pittsburgh* | 8-5 | Denver     | 12-1 | Oakland   | 10-3  |
| 14     | Baltimore* | 10-4 | Pittsburgh  | 9-5 | Denver     | 12-2 | Oakland   | 11-3  |

* Equipos con o mismo número de vitorias y derrotas

## Temporada regular
V = Victorias, D = Derrotas, E = Empates, CTE = Cociente de victorias [V+(E/2)]/(V+D+E), PF= Puntos a favor, PC = Puntos en contra
| Clasificado para los playoffs |

| Baltimore Colts(2)   | 10 | 4  | 0 | .714 | 295 | 221 |
| Miami Dolphins       | 10 | 4  | 0 | .714 | 313 | 197 |
| New England Patriots | 9  | 5  | 0 | .643 | 278 | 217 |
| Buffalo Bills        | 3  | 11 | 0 | .214 | 160 | 313 |
| New York Jets        | 3  | 11 | 0 | .214 | 191 | 300 |

| Pittsburgh Steelers(3) | 9 | 5 | 0 | .643 | 283 | 243 |
| Cincinnati Bengals     | 8 | 6 | 0 | .571 | 238 | 235 |
| Houston Oilers         | 8 | 6 | 0 | .571 | 299 | 230 |
| Cleveland Browns       | 6 | 8 | 0 | .429 | 269 | 267 |

| Denver Broncos(1)  | 12 | 2  | 0 | .857 | 274 | 148 |
| Oakland Raiders(4) | 11 | 3  | 0 | .786 | 351 | 230 |
| San Diego Chargers | 7  | 7  | 0 | .500 | 222 | 205 |
| Seattle Seahawks   | 5  | 9  | 0 | .357 | 282 | 373 |
| Kansas City Chiefs | 2  | 12 | 0 | .143 | 225 | 349 |

| Dallas Cowboys(1)   | 12 | 2 | 0 | .857 | 345 | 212 |
| Washington Redskins | 9  | 5 | 0 | .643 | 196 | 189 |
| St. Louis Cardinals | 7  | 7 | 0 | .500 | 272 | 287 |
| Philadelphia Eagles | 5  | 9 | 0 | .357 | 220 | 207 |
| New York Giants     | 5  | 9 | 0 | .357 | 181 | 265 |

| Minnesota Vikings(3) | 9 | 5  | 0 | .643 | 231 | 227 |
| Chicago Bears(4)     | 9 | 5  | 0 | .643 | 255 | 253 |
| Detroit Lions        | 6 | 8  | 0 | .429 | 183 | 252 |
| Green Bay Packers    | 4 | 10 | 0 | .286 | 134 | 219 |
| Tampa Bay Buccaneers | 2 | 12 | 0 | .143 | 103 | 223 |

| Los Angeles Rams(2) | 10 | 4  | 0 | .714 | 302 | 146 |
| Atlanta Falcons     | 7  | 7  | 0 | .500 | 179 | 129 |
| San Francisco 49ers | 5  | 9  | 0 | .357 | 220 | 260 |
| New Orleans Saints  | 3  | 11 | 0 | .214 | 232 | 336 |

### Desempates
- Baltimore finalizó por delante de Miami en la AFC Este basado en un mejor registro de conferencia (9-3 contra 8-4 de los Dolphins).
- Buffalo finalizó por delante de N.Y. Jets en la AFC Este basado en un mejor diferencial de victorias (.582% contra .536% de los Jets).
- Cincinnati finalizó por delante de Houston en la AFC Central basado en un mejor registro de división (6-3 contra 5-4 de los Oilers).
- Minnesota finalizó por delante de Chicago en la NFC Central basado en un mejor diferencial de victorias (3 puntos)
- Chicago fue le cuarto cabeza de serie de la NFC contra por delante de Washington basado en un mejor diferencial de puntos en juegos de conferencia (48 contra 4 de los Redskins).
- Philadelphia finalizó por delante de N.Y. Giants en la NFC Este basado en victorias en enfrentamientos directos (2-0).

## Postemporada
|  | Ronda Divisional              | Ronda Divisional             | Ronda Divisional             |                              |            | Finales de Conferencia | Finales de Conferencia          | Finales de Conferencia          |                                 |                | Super Bowl     | Super Bowl     | Super Bowl |  |  |
|  |                               |                              |                              |                              |            |                        |                                 |                                 |                                 |                |                |                |            |  |  |
|  |                               |                              |                              |                              |            |                        |                                 |                                 |                                 |                |                |                |            |  |  |
|  | 26 de Dic – L.A. Memorial     |                              |                              |                              |            |                        |                                 |                                 |                                 |                |                |                |            |  |  |
|  | 3                             | Minnesota                    | 14                           |                              |            |                        |                                 |                                 |                                 |                |                |                |            |  |  |
|  | 3                             | Minnesota                    | 14                           | 1 de Ene - Texas Stadium     |            |                        |                                 |                                 |                                 |                |                |                |            |  |  |
|  | 2                             | Los Angeles                  | 7                            |                              |            |                        |                                 |                                 |                                 |                |                |                |            |  |  |
|  | 2                             | Los Angeles                  | 7                            |                              | 3          | Minnesota              | 6                               |                                 |                                 |                |                |                |            |  |  |
|  | 26 de Dic - Texas Stadium     |                              |                              |                              | 3          | Minnesota              | 6                               |                                 |                                 |                |                |                |            |  |  |
|  |                               | 1                            | Dallas                       | 23                           |            |                        |                                 |                                 |                                 |                |                |                |            |  |  |
|  | 4                             | 1                            | Dallas                       | 23                           | Chicago    | 7                      |                                 |                                 |                                 |                |                |                |            |  |  |
|  | 4                             | Campeonato de la NFC         |                              |                              | Chicago    | 7                      |                                 |                                 |                                 |                |                |                |            |  |  |
|  | 1                             | Dallas                       | 37                           |                              |            |                        | 15 de Ene - Louisiana Superdome | 15 de Ene - Louisiana Superdome | 15 de Ene - Louisiana Superdome |                |                |                |            |  |  |
|  | 1                             | Dallas                       | 37                           |                              |            |                        | 15 de Ene - Louisiana Superdome | 15 de Ene - Louisiana Superdome | 15 de Ene - Louisiana Superdome |                |                |                |            |  |  |
|  |                               |                              |                              |                              |            |                        |                                 |                                 |                                 | N1             | Dallas         | 27             |            |  |  |
|  | 24 de Dic – Memorial Stadium  | 24 de Dic – Memorial Stadium | 24 de Dic – Memorial Stadium |                              |            |                        |                                 |                                 |                                 | A1             | Denver         | 10             |            |  |  |
|  | 4                             | Oakland                      | 37                           |                              |            |                        |                                 |                                 |                                 | Super Bowl XII | Super Bowl XII | Super Bowl XII |            |  |  |
|  | 4                             | Oakland                      | 37                           | 1 de Ene - Mile High Stadium |            |                        |                                 |                                 |                                 | Super Bowl XII | Super Bowl XII | Super Bowl XII |            |  |  |
|  | 2                             | Baltimore                    | 31                           |                              |            |                        |                                 |                                 |                                 |                |                |                |            |  |  |
|  | 2                             | Baltimore                    | 31                           |                              | 4          | Oakland                | 17                              |                                 |                                 |                |                |                |            |  |  |
|  | 24 de Dic – Mile High Stadium |                              |                              |                              | 4          | Oakland                | 17                              |                                 |                                 |                |                |                |            |  |  |
|  |                               | 1                            | Denver                       | 20                           |            |                        |                                 |                                 |                                 |                |                |                |            |  |  |
|  | 3                             | 1                            | Denver                       | 20                           | Pittsburgh | 21                     |                                 |                                 |                                 |                |                |                |            |  |  |
|  | 3                             | Campeonato de la AFC         |                              |                              | Pittsburgh | 21                     |                                 |                                 |                                 |                |                |                |            |  |  |
|  | 1                             | Denver                       | 34                           |                              |            |                        |                                 |                                 |                                 |                |                |                |            |  |  |
|  | 1                             | Denver                       | 34                           |                              |            |                        |                                 |                                 |                                 |                |                |                |            |  |  |

La letra negrita indica el equipo ganador.

## Premios anuales
Al final de temporada se entregan diferentes premios reconociendo el valor del jugador durante la temporada entera.
| Premio                     | Ganador       | Posición         | Equipo         |
| -------------------------- | ------------- | ---------------- | -------------- |
| Jugador más valioso        | Walter Payton | Running back     | Chicago Bears  |
| Jugador ofensivo del año   | Walter Payton | Running back     | Chicago Bears  |
| Jugador defensivo del año  | Harvey Martin | Defensive end    | Dallas Cowboys |
| Entrenador del año         | Red Miller    | Head Coach       | Denver Broncos |
| Novato ofensivo del año    | Tony Dorsett  | Running back     | Dallas Cowboys |
| Novato defensivo del año   | A.J. Duhe     | Defensive end    | Miami Dolphins |
| Regreso del año            | Craig Morton  | Quarterback      | Denver Broncos |
| Hombre del Año             | Walter Payton | Running back     | Chicago Bears  |
| Jugador más valioso del SB | Randy White   | Defensive tackle | Dallas Cowboys |
| Jugador más valioso del SB | Harvey Martin | Defensive end    | Dallas Cowboys |